# منطقه نمونه گردشگری ناژوان
منطقه نمونه گردشگری ناژْوان (بوستان ناژوان) یکی از مناطق نمونه گردشگری ایران در اصفهان است. که زیر نظر شهرداری اصفهان اداره می‌شود. بوستان ناژوان در بزرگراه شهید حبیب‌اللهی قرار دارد.

## تصویب‌نامه منطقه
هیئت وزیران در جلسه مورخ ۰۶/۰۳/۱۳۸۶ که در مرکز استان اصفهان تشکیل شد، به استناد ماده (۸) قانون تشکیل سازمان میراث فرهنگی و گردشگری -مصوب۱۳۸۲- شماره مصوبه:۴۱۴۷۸/ت ۳۷۴۸۵
هـ ‎تصویب نمود:
۱-مناطق شصت‌گانه مندرج جدول پیوست که تاییدشده به مهر دفتر هیئت دولت می‌باشد در استان اصفهان به عنوان مناطق نمونه گردشگری منطقه‌ای (محلی)، ملی و بین‌المللی تعیین می‌شوند. در این راستا بوستان ناژوان به عنوان منطقه نمونه گردشگری بین‌المللی تصویب گردید.

## امکانات
در این بیشه فضاهایی چون تله سیژ، باغ پرندگان، آکواریوم، زمین‌های ورزشی، استخر، کمپینگ، زمین‌های بازی کودکان، ایستگاه‌های درشکه سواری، اسب سواری، قایق‌رانی و محوطهٔ دوچرخه‌سواری فراهم شده و برای عموم قابل استفاده است. طرح ویژهٔ اراضی ناژوان با هدف حفظ و نگهداری از اراضی باغات و کشاورزی و بالاخص حفظ وضعیت طبیعی بستر و حریم کمی و کیفی زاینده‌رود و مادیهای موجود در محدوده، در تیرماه ۱۳۹۹ در شورای عالی شهرسازی و معماری ایران مصوب شد.

## وجه تسمیه
«ناژوان» از دو واژهٔ «ناژ» و «وان» ترکیب یافته‌است که ناژ، گیاهی است از خانواده صنوبر همچون تبریزی، کبوده، صنوبر و واژهٔ وان، پسوند است برای «جا و مکان». پس «ناژوان» به معنیِ «جایگاهِ درختانِ ناژ و صنوبر» است.

## ارگ ناژوان

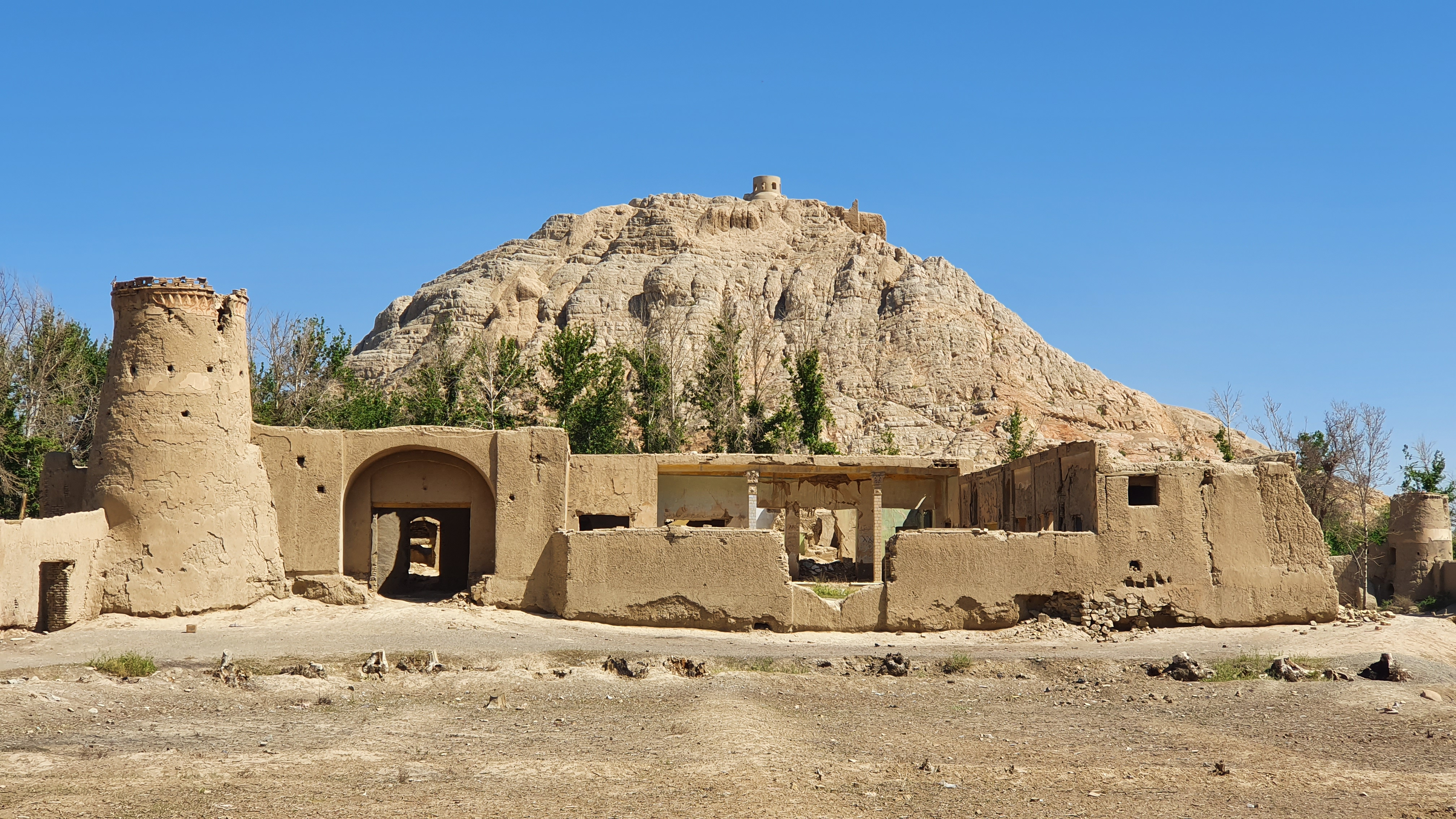
ارگ ناژوان و کوه آتشگاه اصفهان

ارگ ناژوان که برخی از افراد محلی از آن با نام قلعه «مارمار» نام می‌برند، نمونه‌ای از ارگ‌های اصفهان است.
این بنا با توجه به نزدیکی به آتشگاه اصفهان، بیشه ناژوان، زاینده‌رود، مادی ناژوان و برج‌های کبوتر ناژوان از موقعیت ممتازی برخوردار است و قدمت آن به عصر قاجار و اوایل پهلوی برمی‌گردد.

## نگارخانه

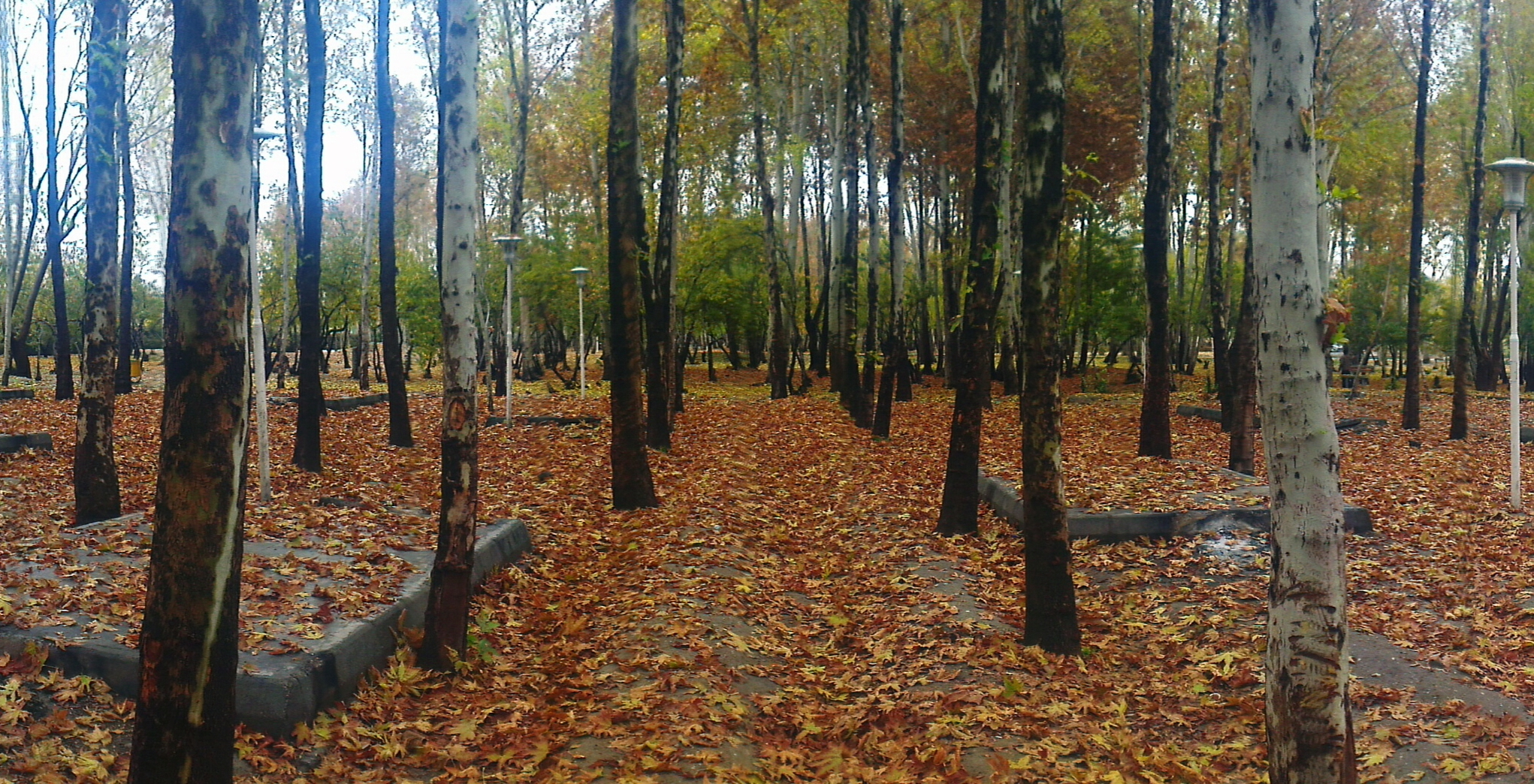
بوستان جنگلی ناژوان- اصفهان
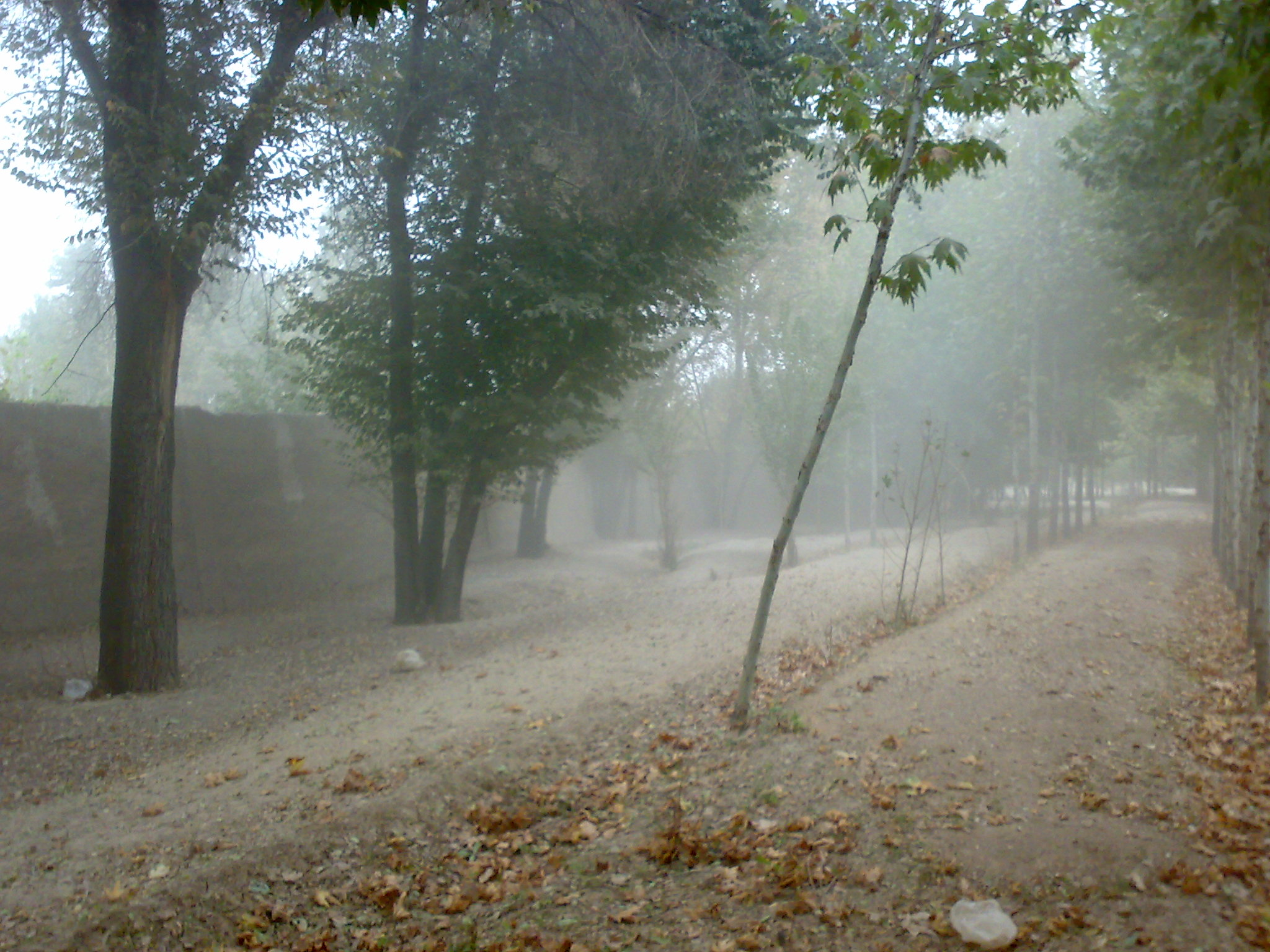
بوستان جنگلی ناژوان - اصفهان
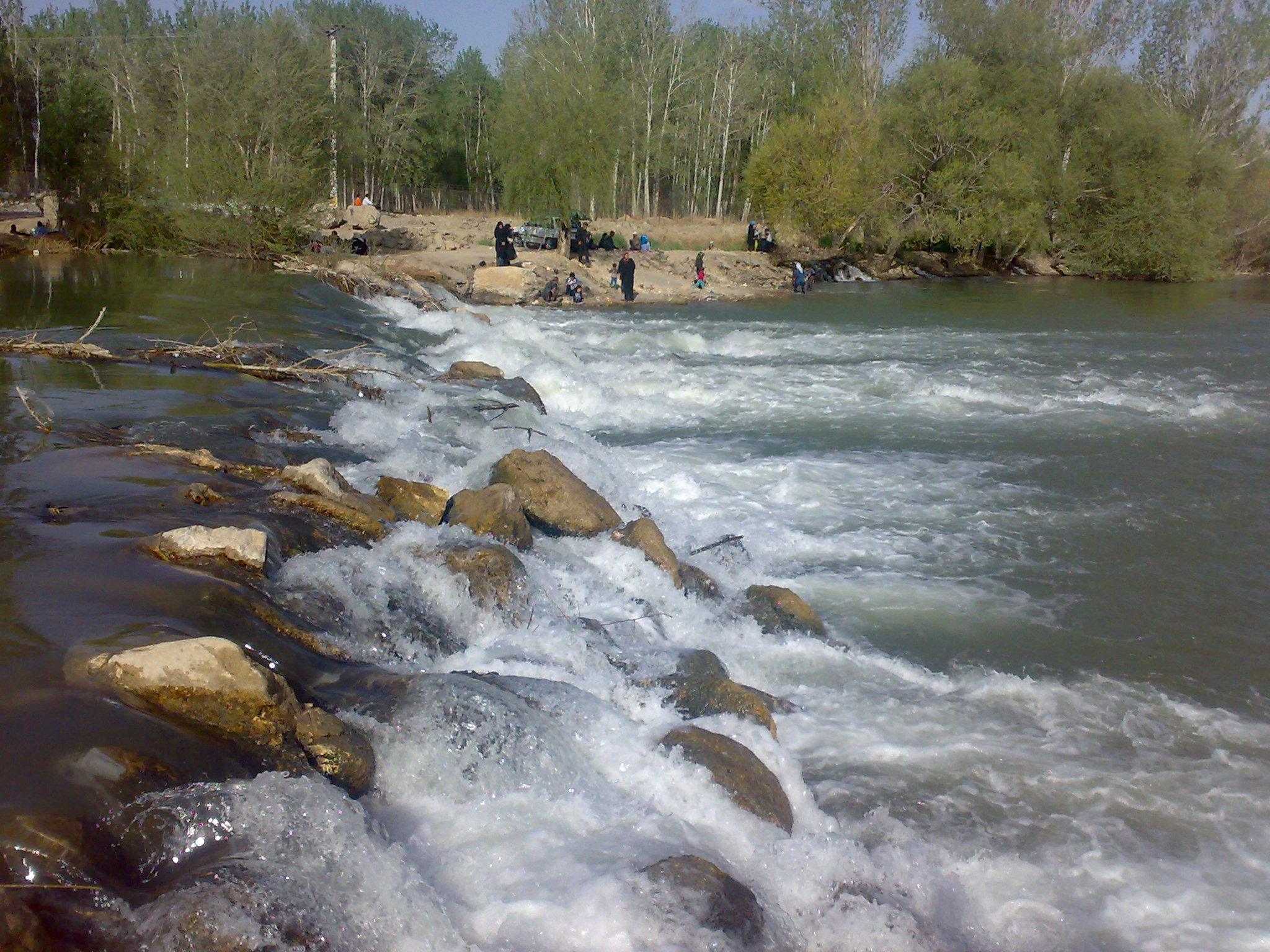
بوستان ناژوان و زاینده‌رود
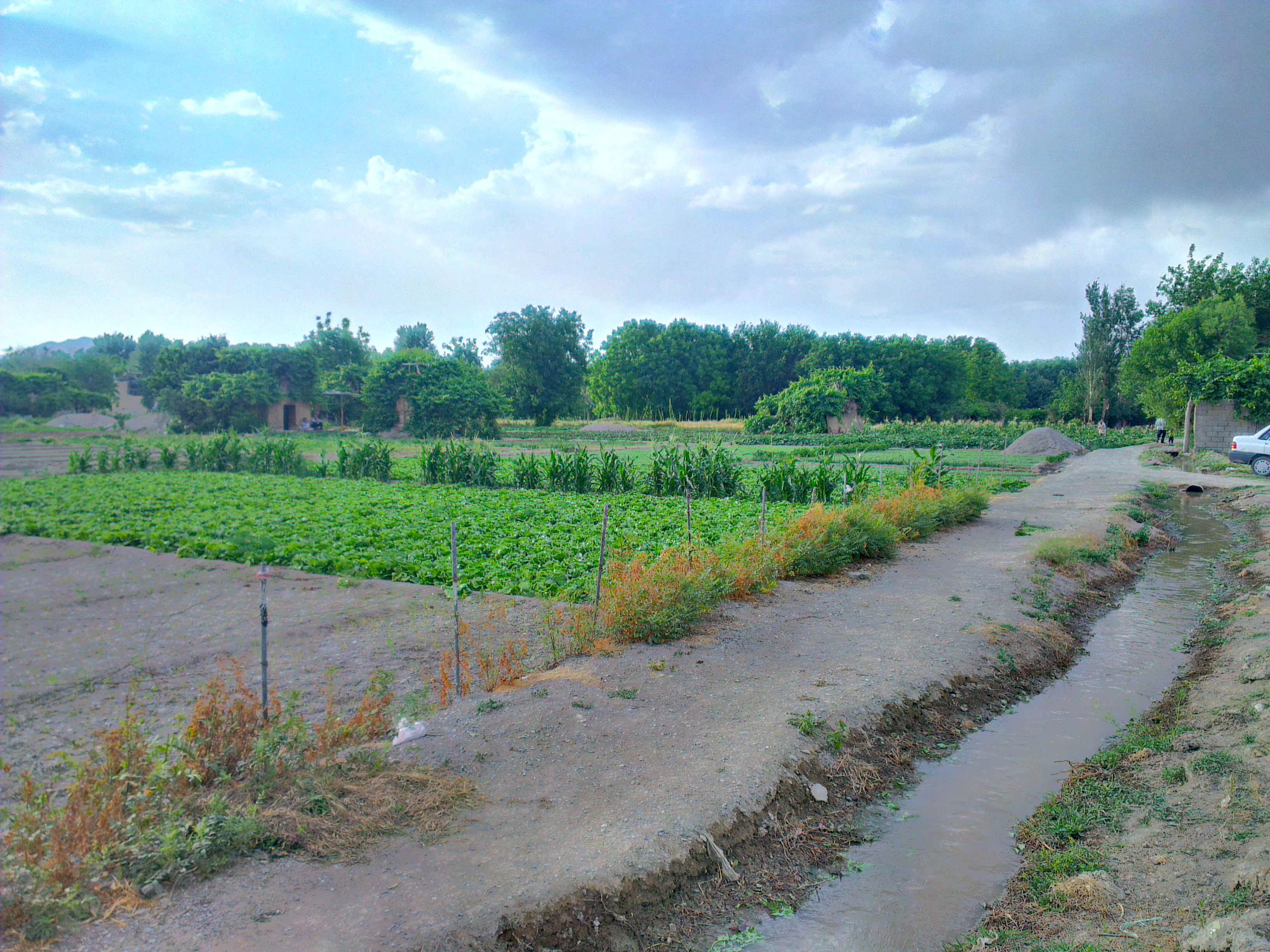
منطقه ناژوان و زمین‌های کشاورزی
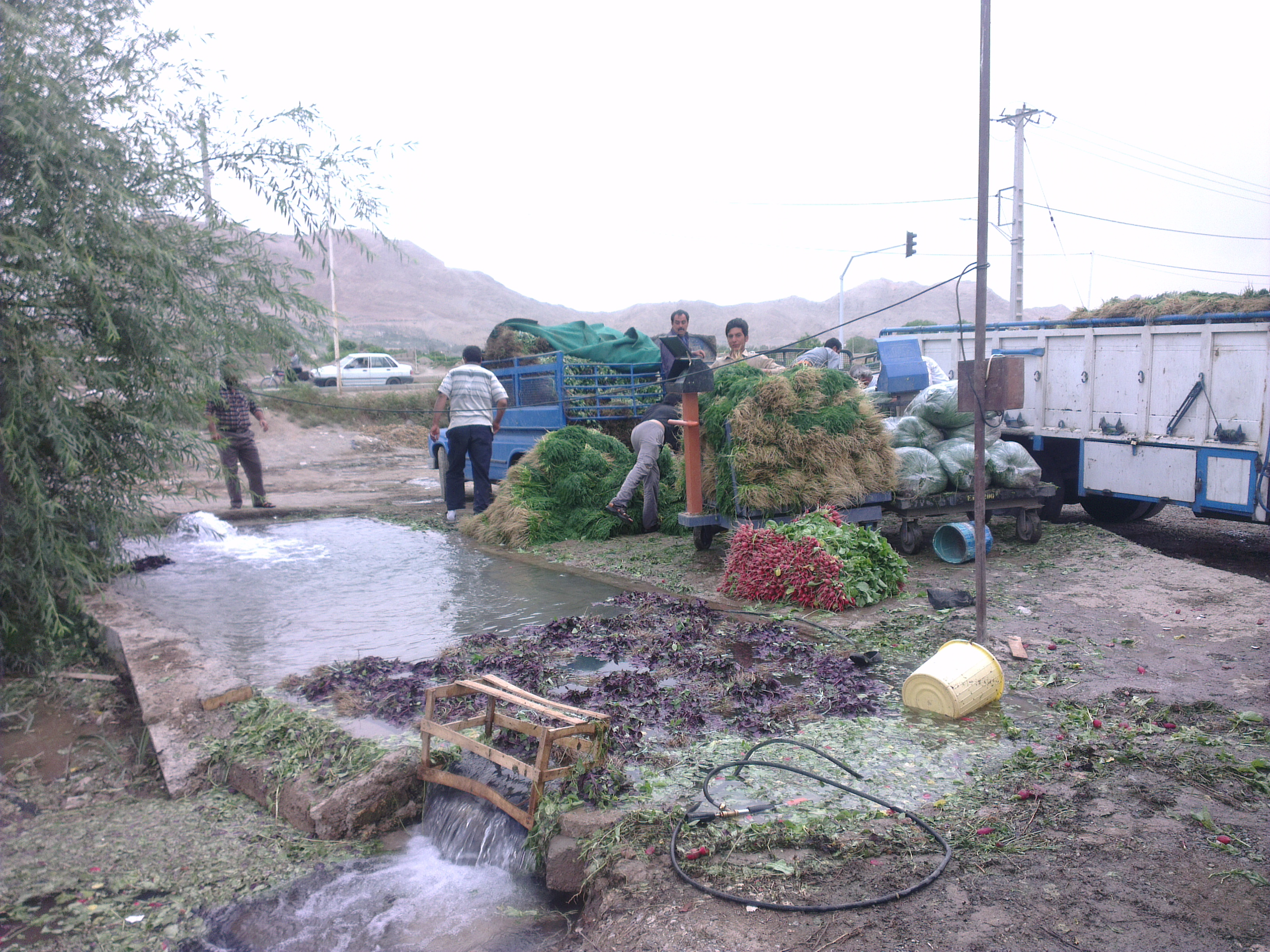
منطقه ناژوان و زمین‌های کشاورزی و برداشت محصول
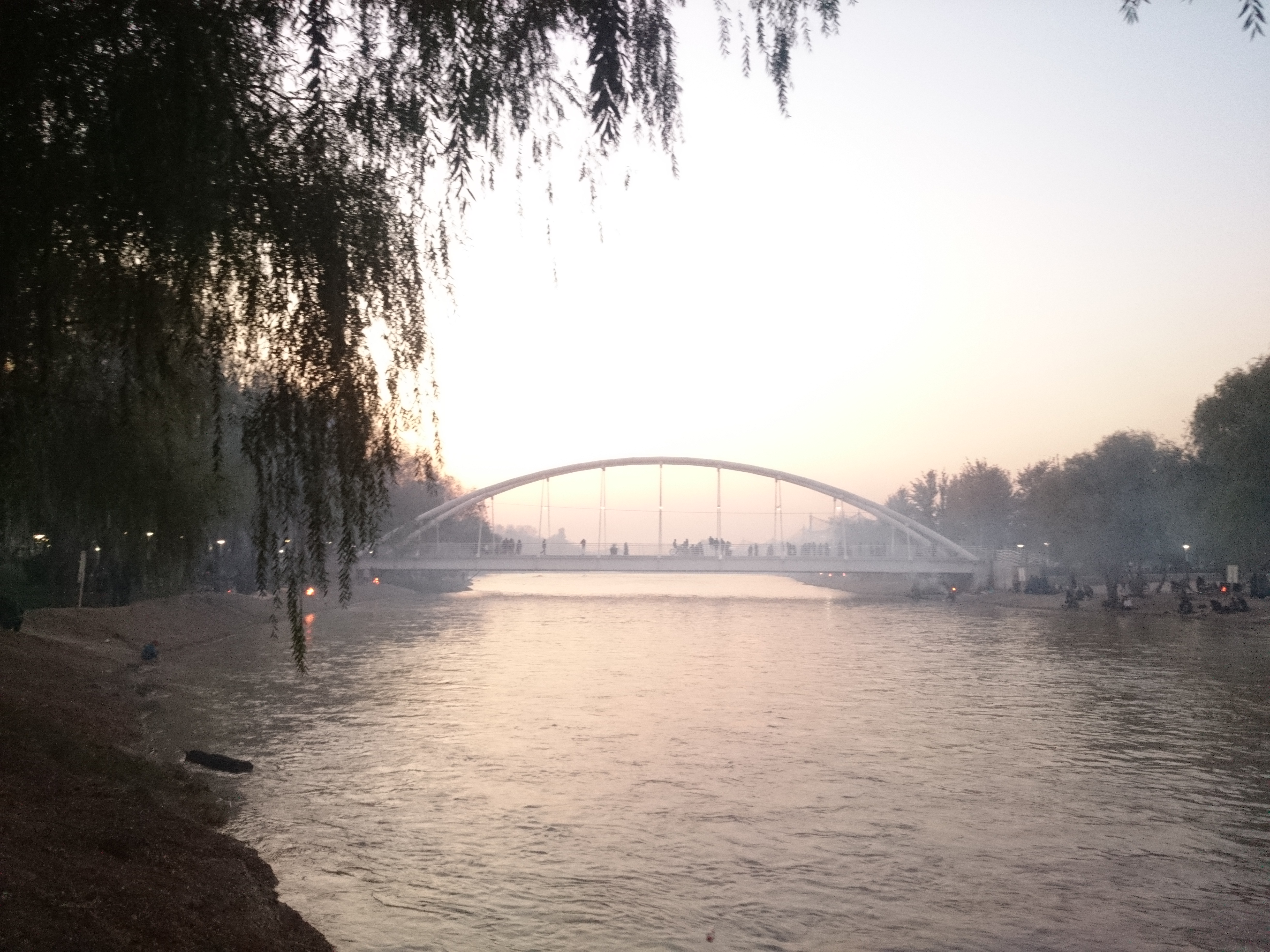
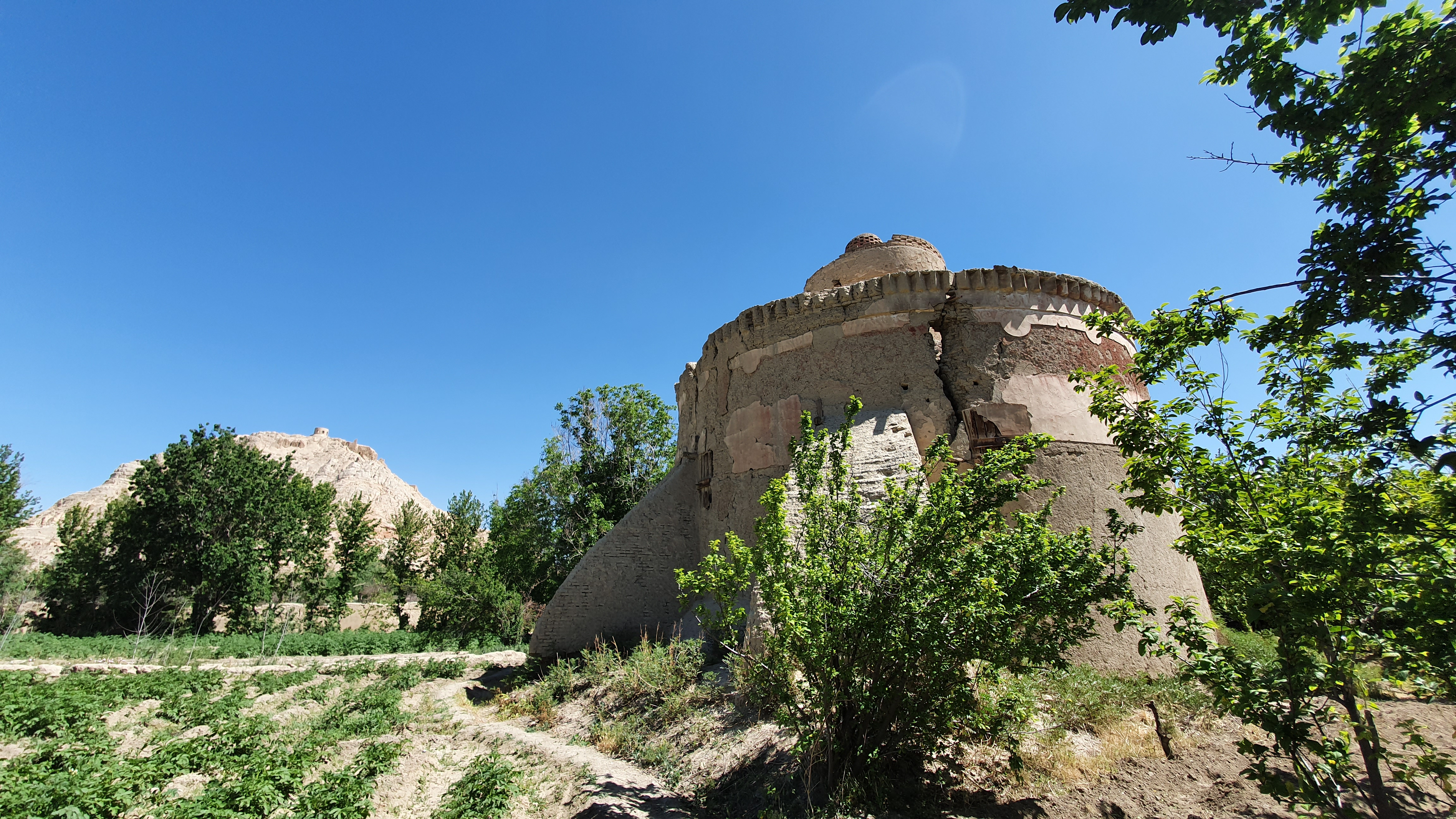
کبوترخانه واقع شده در بیشه ناژوان
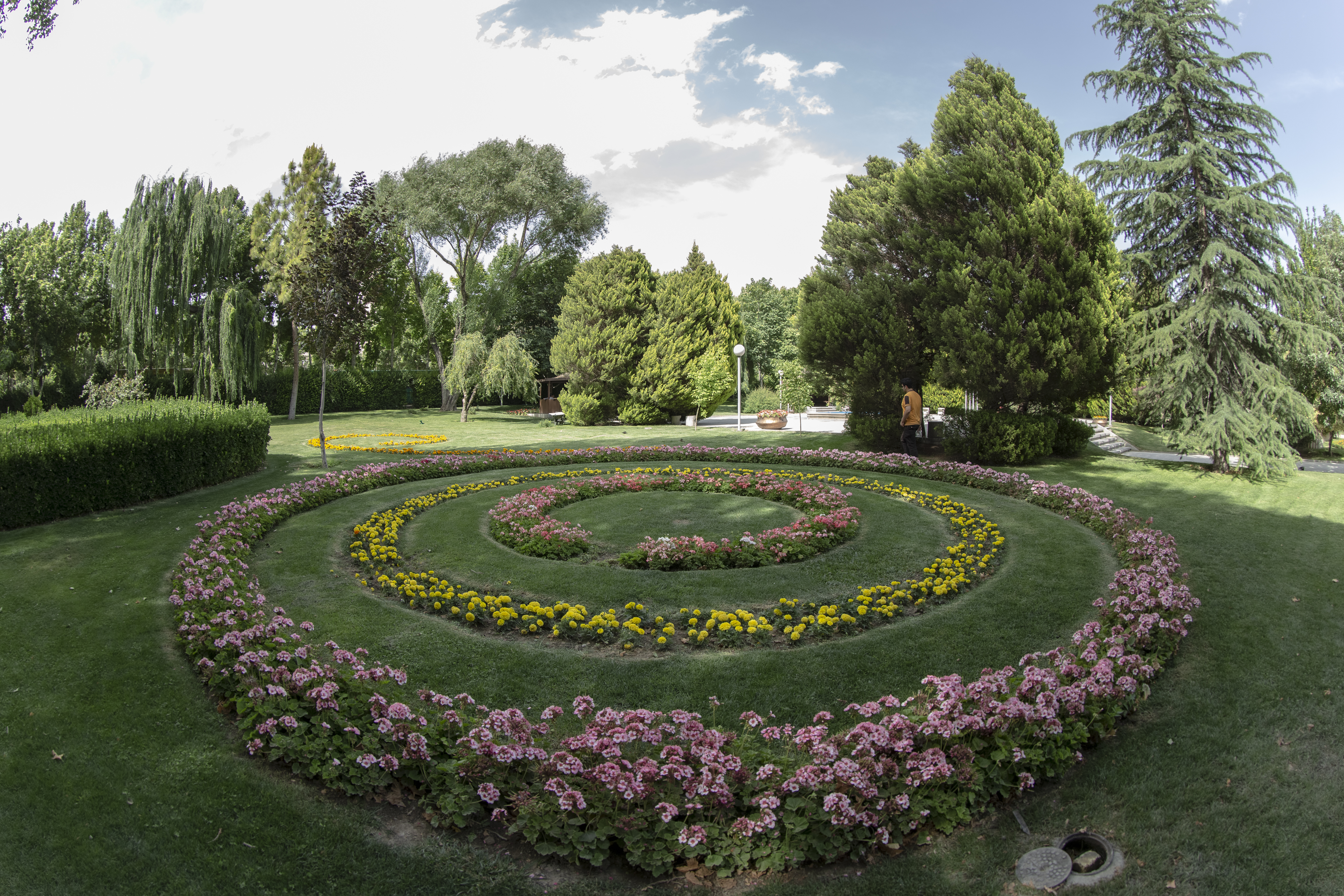
گلکاری در پارک ناژوان اصفهان
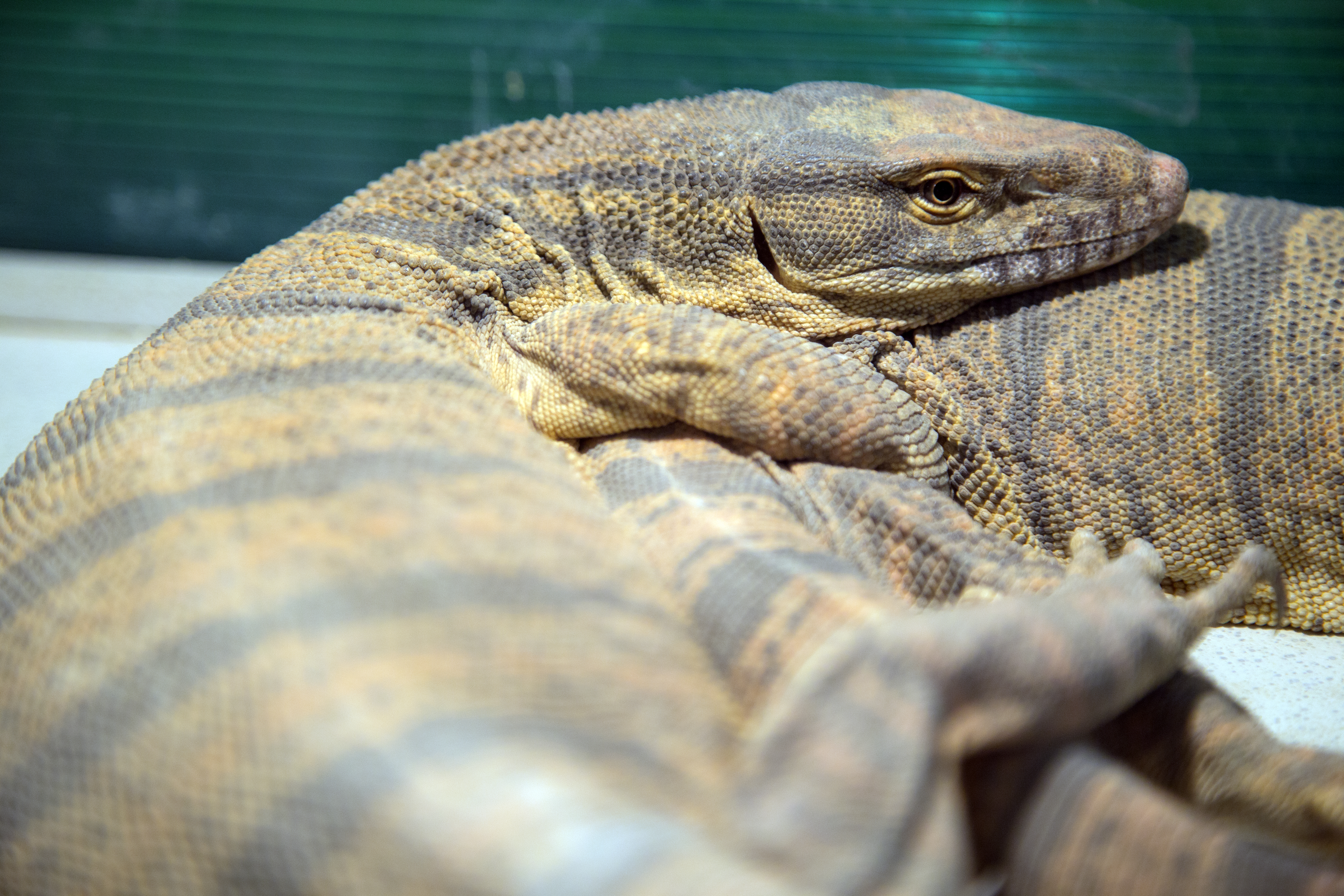
پارک خزندگان در مجموعه ناژوان اصفهان
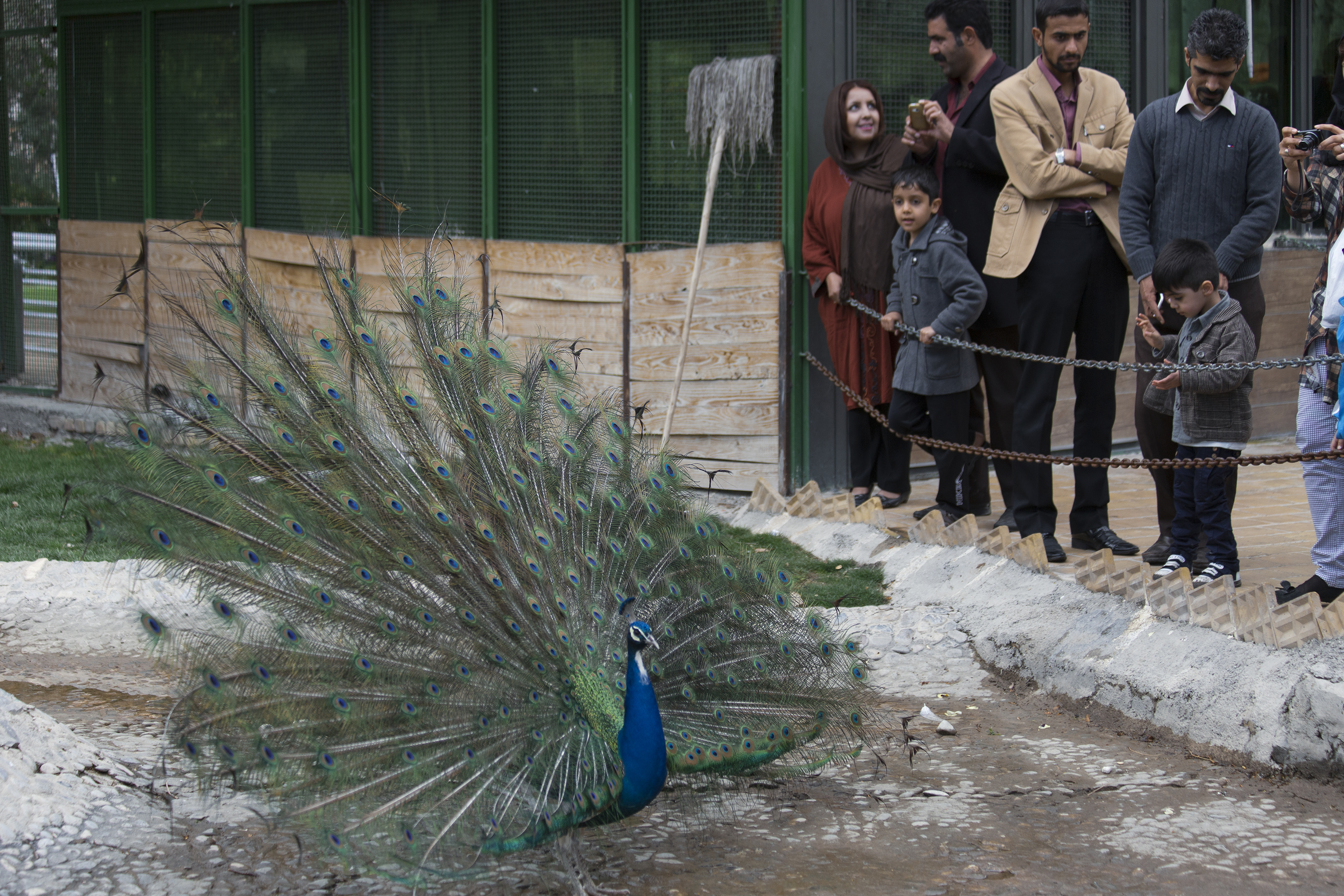
گردشگران در باغ پرندگان، در مجموعه بزرگ ناژوان